# Championnats d'Europe de triathlon 2004
Navigation
Édition précédente Édition suivante
Les championnats d'Europe de triathlon 2004 sont la vingtième édition des championnats d'Europe de triathlon, une compétition internationale de triathlon sous l'égide de la fédération européenne de ce sport. L'épreuve est constituée de 1 500 mètres de natation, 40 kilomètres de vélo puis 10 kilomètres de course à pied.
Cette édition se tient dans la ville espagnole de Valence et elle est remportée par le danois Rasmus Henning chez les hommes et par la portugaise Vanessa Fernandes chez les femmes.

## Palmarès

### Hommes
| Rang               | Triathlète       | Temps           |
| ------------------ | ---------------- | --------------- |
| Médaille d'or      | Rasmus Henning   | 1 h 48 min 9 s  |
| Médaille d'argent  | Eneko Llanos     | 1 h 48 min 18 s |
| Médaille de bronze | Daniel Unger     | 1 h 49 min 5 s  |
| 4                  | Maik Petzold     | 1 h 49 min 7 s  |
| 5                  | Marek Jaskółka   | 1 h 49 min 26 s |
| 6                  | Andreas Raelert  | 1 h 49 min 31 s |
| 7                  | Cédric Fleureton | 1 h 49 min 32 s |
| 8                  | Javier Gómez     | 1 h 49 min 34 s |
| 9                  | Iván Raña        | 1 h 49 min 35 s |
| 10                 | Reto Hug         | 1 h 49 min 37 s |

### Femmes
| Rang               | Triathlète         | Temps           |
| ------------------ | ------------------ | --------------- |
| Médaille d'or      | Vanessa Fernandes  | 1 h 56 min 51 s |
| Médaille d'argent  | Kate Allen         | 1 h 57 min 31 s |
| Médaille de bronze | Pilar Hidalgo      | 1 h 58 min 8 s  |
| 4                  | Christiane Pilz    | 1 h 58 min 24 s |
| 5                  | Marion Lorblanchet | 1 h 58 min 44 s |
| 6                  | Mieke Suys         | 1 h 59 min 3 s  |
| 7                  | Ana Burgos         | 1 h 59 min 7 s  |
| 8                  | Julie Dibens       | 1 h 59 min 15 s |
| 9                  | Lucie Zelenková    | 1 h 59 min 30 s |
| 10                 | Kathleen Smet      | 1 h 59 min 32 s |